# Estação Sevastopolhskaia
Sevastopolhskaia (em russo:  Севастопольская) é uma das estações da linha Serpukhovsko-Timiriasevskaia (Linha 9) do Metro de Moscovo, na Rússia. Estação «Sevastopolhskaia» está localizada entre as estações «Tchertanovskaia» e «Nakhimovskii Prospekt».